# Lena Dunham
Lena Dunham, född 13 maj 1986 i New York, är en amerikansk regissör, manusförfattare, producent och skådespelare. Dunham är främst känd som skaparen av TV-serien Girls.

## Biografi
Lena Dunham är dotter till konstnären Carroll Dunham och designern och fotografen Laurie Simmons. Hon är utbildad på Oberlin College i Ohio.
Dunham har regisserat, skrivit, producerat och spelar en av huvudrollerna i HBO-serien Girls som hade premiär 2012. När hon kom till TV-bolaget hade hon bara en vag idé om att göra något om några tjejer i 20-årsåldern som inte visste vad de ville med sina liv, som inte hade några pengar och som hade dåliga pojkvänner. HBO nappade och serien sändes i totalt sex säsonger fram till och med år 2017.
År 2010 hade hennes långfilm Tiny Furniture premiär. Liksom i Girls skrev hon manus, regisserade och spelade huvudrollen även i den. Både Girls och Tiny Furniture är löst baserade på Dunhams egna erfarenheter efter studietiden. Tiny Furniture handlar exempelvis om Aura som nyligen avslutat sina filmstudier och återvänder till New York utan att veta vad hon vill göra i livet. Det var i den situationen Dunham själv befann sig då hon skrev manuset till filmen. Mamman och systern i filmen spelades av Dunhams egen mamma och syster. I Girls är flera av skådespelarna hennes egna vänner. Hon jobbade som försäljare och barnvakt i två år innan hon hade råd att filma sitt debutmanus.
Redan före debuten med Tiny Furniture hade Dunham gjort ett par egna kortfilmer. Det var när hon upptäckte mumblecore, en genre inom amerikansk independentfilm med amatörskådisar, naturalistisk dialog och liten budget, som hon insåg att det gick att förena skrivandet och filmen.
2012 nominerades hon till fyra Emmy Awards för Girls och vann två Golden Globe, en för bästa kategorin Bästa kvinnliga huvudroll i en komediserie och en för själva serien. Samma år meddelades det att Dunham fått motsvarande 23 miljoner för att skriva sin debutbok. Boken Not that kind of girl: A young woman tells you what she's learned, som kom ut på svenska 2014 är en essäbok med Dunhams personliga råd inom områden som sex, relationer och döden.

### Privatliv
Mellan 2012 och 2017 hade Dunham ett förhållande med musikern Jack Antonoff, som är gitarrist i det amerikanska indiepopbandet Fun. Sedan 2021 är hon gift med musikern Luis Felber.

## Filmografi i urval
- 2009 – The House of the Devil (biroll)
- 2010 – Tiny Furniture (regi, manus, skådespelare)
- 2011 – Mildred Pierce (TV-serie) (biroll)
- 2012–2017 – Girls (TV-serie) (regi, manus, skådespelare, exekutiv producent)
- 2012 – Nobody Walks (manus)
- 2012 – This Is 40 (skådespelare)
- 2012 – Supporting Characters (skådespelare)
- 2014 – Happy Christmas (skådespelare)
- 2022 – Sharp stick